# Rendel
Rendel ist ein Stadtteil von Karben im Wetteraukreis in Hessen mit etwa 2200 Einwohnern. Der Stadtteil hat eine Fläche von 817 Hektar und liegt in der naturräumlichen Teileinheit Heldenbergener Wetterau.

## Geschichte

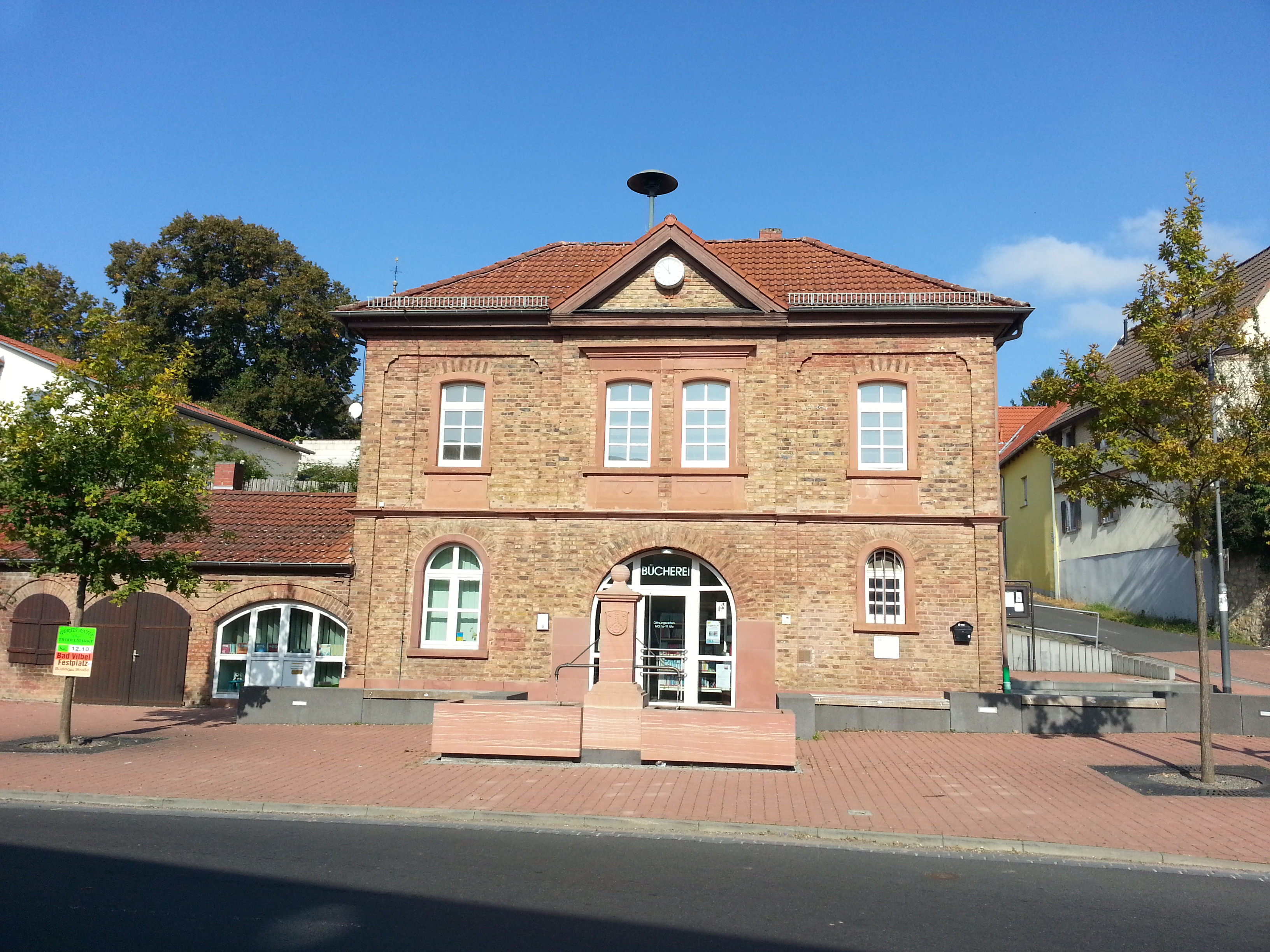
Ehemaliges Rathaus, heutige Bücherei

In der Nähe von Rendel existierte eine Siedlung, die 774 als „Rantuvilre“ erwähnt wurde. Im Deutschen Reich gehörte das Dorf zum Freigericht Kaichen, das im 15. Jahrhundert unter die Herrschaft der Burggrafschaft Friedberg kam. Mit diesem fiel es 1806 an Großherzogtum Hessen.
In Rendel galt das Partikularrecht des Freigerichts Kaichen, die Friedberger Polizeiordnung. 1679 wurde sie erneuert und gedruckt. Damit ist sie zum ersten Mal schriftlich fassbar. Sie behandelte überwiegend Verwaltungs-, Polizei- und Ordnungsrecht. Insofern blieb für den weiten Bereich des Zivilrechts das Solmser Landrecht die Hauptrechtsquelle. Das Gemeine Recht galt darüber hinaus, wenn all diese Regelungen für einen Sachverhalt keine Bestimmungen enthielten. Diese Rechtslage blieb auch im 19. Jahrhundert geltendes Recht, nachdem Rendel an das Großherzogtum Hessen übergegangen war. Erst das Bürgerliche Gesetzbuch vom 1. Januar 1900, das einheitlich im ganzen Deutschen Reich galt, setzte dieses alte Partikularrecht außer Kraft. Von 1821 bis 1853 gehörte Rendel zum Bezirk des Landgerichts Großkarben, der 1853 aufgelöst wurde, dann bis 1879 zu dem des Landgerichts Vilbel, ab 1879 zu dem des Amtsgerichts Vilbel.
1592 wurde ein Schulhaus errichtet, seit 1872 befand sich die Schule dann im alten Rathaus. 1884 wurde ein neues Rathaus errichtet mit Spritzenhalle, in das 1977 die Stadtbücherei einzog. 1954 wurde ein neues Schulhaus errichtet, 1974 folgte die Sporthalle. Der zentrale Platz in Rendel, der Lindenplatz, wurde 1987 umgestaltet.
Rendel wurde im Frühjahr 2000 in das Dorferneuerungsprogramm des Landes Hessen aufgenommen.
Am 1. Juli 1970 entstand die Stadt Karben  im Zuge der Gebietsreform in Hessen durch den freiwilligen Zusammenschluss der bis dahin eigenständigen Gemeinden Groß-Karben, Klein-Karben, Kloppenheim, Okarben und Rendel.

## Kirche

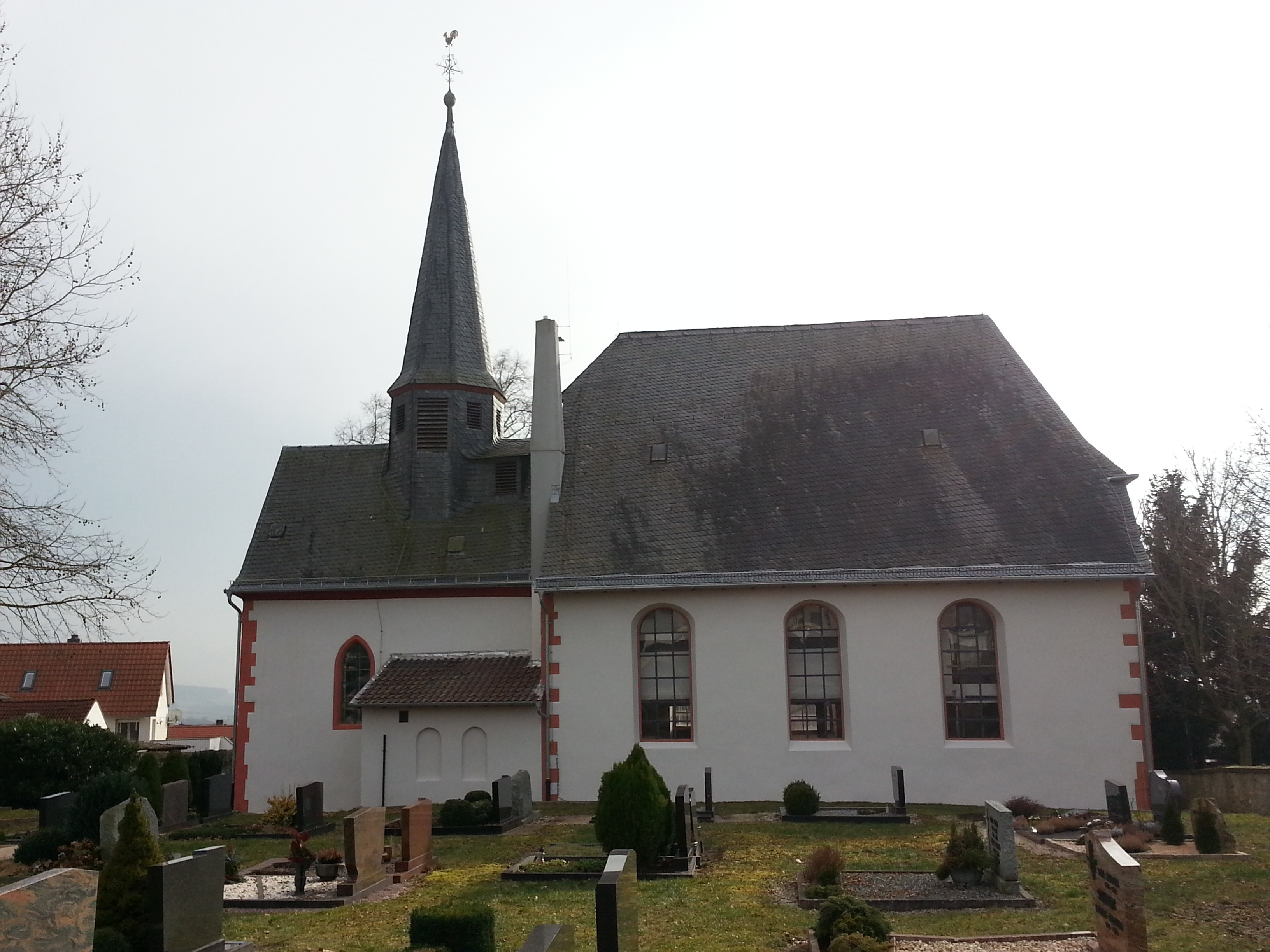
Evangelische Kirche

Die Rendeler Pfarrkirche wurde erstmals im Jahr 1192 erwähnt. 1358 übereignet Heinrich, Herr zu Isenburg und Büdingen, dem Propst des nahe gelegenen Klosters Ilbenstadt, Konrad von Carben, durch eine Schenkung die Parochialkirche zu Rendel. Bis zur Auflösung des Klosters im Jahre 1803 blieb das Patronatsrecht, d. h. das Recht zur Besetzung der Pfarrstelle, beim Kloster Ilbenstadt. Am 20. Juli 1535 erhielt Konrad Gewend die Frühmessstelle in Rendel. Er wandte sich der augsburgischen Konfession zu und war der erste evangelische Pfarrer in Rendel. Zur Zeit der Einführung der Reformation war die Kirche dem heiligen Nereus, Achilleus und Pankratius geweiht. Damals bestand die Kirche nur aus dem Ostteil der heutigen Kirche – dem Chor mit dem Glockenturm, baulich deutlich abgesetzt vom Langhaus, das erst 1706–1709 angebaut wurde.

## Kulturdenkmale
1. ↑  Rendel, Wetteraukreis. Historisches Ortslexikon für Hessen. (Stand: 21. Mai 2023). In: Landesgeschichtliches Informationssystem Hessen (LAGIS).
2. ↑  Stadt Karben – Daten und Fakten. Abgerufen im April 2004.
3. ↑   Arthur Benno Schmidt: Die geschichtlichen Grundlagen des bürgerlichen Rechts im Großherzogtum Hessen. Curt von Münchow, Giessen 1893, S. 107, beiliegende Karte.
4. ↑  Zusammenschluß der Gemeinden Groß-Karben, Klein-Karben, Kloppenheim, Okarben und Rendel im Landkreis Friedberg zur neuen Gemeinde „Karben“ und Verleihung des Rechts zur Führung der Bezeichnung „Stadt“ vom 19. Juni 1970. In: Der Hessische Minister des Innern (Hrsg.): Staatsanzeiger für das Land Hessen. 1970 Nr. 27, S. 1366, Punkt 1325 (Online beim Informationssystem des Hessischen Landtags [PDF; 6,0 MB]).
5. ↑  http://www.ev-kirche-rendel.de/Unsere-Gemeinde/Die-Kirche